# Butanona
Butanona é um composto químico de fórmula C4H8O ou CH3COCH2CH3. É um líquido incolor inflamável com um odor doce penetrante. É uma cetona, também conhecida como metil-etil-cetona (MEK de methyl ethyl ketone).
É um isômero do butiraldeído.
Na natureza, se encontra como substância no reino vegetal, produzida por algumas árvores e presente em pequenas quantidades em frutos e vegetais.
É um produto industrial produzido e utilizado de modo direto em grandes quantidades. Aproximadamente metade de sua produção é utilizada como solvente em diversas aplicações, predominantemente tintas
e outros revestimentos, devido a sua rápida evaporação.
Dissolve muitas substâncias e é usada como solvente em processos envolvendo gomas naturais, resinas, revestimentos de acetato de celulose e nitrocelulose e em filmes de vinil. É também usada na indústria de borracha sintética, na manufatura de plásticos, têxteis, na produção de ceras de parafina, em produtos domésticos tais como lacas, vernizes, removedores de tinta (thinners), colas e como agente de limpeza.
É adicionada como um denaturador de álcool etílico (evitando seu consumo como bebida).
É utilizada como intermediário de síntese do peróxido de metiletil cetona, usado em catálise de algumas reações de polimerização.
No meio ambiente, se encontra como produto derivado da combustão dos motores de veículos.

## Cuidados
- É altamente inflamável.
- Suas misturas vapor/ar são explosivas.
- A inalação pode causar tosse, vertigens, tontura, dor de cabeça, náuseas, enjoo, vômitos e perda da consciência.
- É absorvível pela pele e bastante irritante aos olhos.
- A ingestão, além de causar todos os efeitos da inalação, causa câimbras abdominais.[2]

É também utilizada nas devidas proporções, como agente catalisador em contato com resina impermeabilizante Derakene.